# Qualificazioni al campionato europeo maschile di calcio 2016 - Gruppo A
Il Gruppo A è stato uno dei nove gironi per la determinazione delle squadre partecipanti alla fase finale del campionato europeo di calcio 2016. Il Gruppo A era composto da sei squadre: Islanda, Kazakistan, Lettonia, Paesi Bassi, Repubblica Ceca e Turchia, che si sono affrontate in un girone all'italiana con gare di andata e ritorno tra settembre 2014 ed ottobre 2015.
Tramite il girone A si sono qualificate alla fase finale le nazionali della Repubblica Ceca e dell'Islanda, rispettivamente prima e seconda classificata del girone. Inoltre, dopo il raffronto con le terze classificate degli altri gironi, anche la Turchia si è qualificata di diritto alla fase finale, in qualità di migliore terza dei nove gironi di qualificazione.

## Classifica
| Squadra     | P.ti | G  | V | P | S | RF | RS | DR  |
| ----------- | ---- | -- | - | - | - | -- | -- | --- |
| Rep. Ceca   | 22   | 10 | 7 | 1 | 2 | 19 | 14 | +5  |
| Islanda     | 20   | 10 | 6 | 2 | 2 | 17 | 6  | +11 |
| Turchia     | 18   | 10 | 5 | 3 | 2 | 14 | 9  | +5  |
| Paesi Bassi | 13   | 10 | 4 | 1 | 5 | 17 | 14 | +3  |
| Kazakistan  | 5    | 10 | 1 | 2 | 7 | 7  | 18 | -11 |
| Lettonia    | 5    | 10 | 0 | 5 | 5 | 6  | 19 | -13 |

## Risultati

### Prima giornata
| Astana 9 settembre 2014, ore 22:00 UTC+6 | Kazakistan | 0 – 0 referto | Lettonia | Astana Arena (10 200 spett.)\| Arbitro: \| Kružliak \| |
| Arbitro:                                 | Kružliak   |               |          |                                                        |

| Arbitro: | Rocchi |

|                        |           |             |
| Dočkal 22’ Pilař 90+1’ | Marcatori | 55’ de Vrij |

| Arbitro: | Bebek |

|                                                 |           |  |
| Böðvarsson 18’ G. Sigurðsson 76’ Sigþórsson 77’ | Marcatori |  |

### Seconda giornata
| Arbitro: | Schörgenhofer |

|  |           |                                               |
|  | Marcatori | 66’ G. Sigurðsson 77’ Gunnarsson 90’ Gíslason |

| Arbitro: | Jug |

|                                                 |           |             |
| Huntelaar 62’ Afellay 82’ van Persie 89’ (rig.) | Marcatori | 17’ Abdwlïn |

| Arbitro: | Eriksson |

|          |           |                      |
| Bulut 8’ | Marcatori | 15’ Sivok 58’ Dočkal |

### Terza giornata
| Arbitro: | Gestranius |

|                       |           |                                            |
| Logvïnenko 84’, 90+1’ | Marcatori | 13’ Dočkal 44’ Lafata 56’ Krejčí 88’ Necid |

| Arbitro: | Velasco Carballo |

|                               |           |  |
| G. Sigurðsson 10’ (rig.), 42’ | Marcatori |  |

| Arbitro: | Madden |

|                   |           |          |
| Šabala 54’ (rig.) | Marcatori | 47’ Kısa |

### Quarta giornata
| Arbitro: | Liany |

|                                                            |           |  |
| van Persie 6’ Robben 35’, 82’ Huntelaar 42’, 89’ Bruma 78’ | Marcatori |  |

| Arbitro: | Stark |

|                                       |           |                  |
| Kadeřábek 45+1’ Böðvarsson 61’ (aut.) | Marcatori | 9’ R. Sigurðsson |

| Arbitro: | Eskov |

|                                 |           |                   |
| Yılmaz 26’ (rig.), 29’ Aziz 83’ | Marcatori | 87’ (rig.) Smaqov |

### Quinta giornata
| Arbitro: | Sidiropoulos |

|  |           |                                     |
|  | Marcatori | 20’ Guðjohnsen 32’, 90+1’ Bjarnason |

| Arbitro: | Estrada |

|           |           |               |
| Pilař 90’ | Marcatori | 30’ Višņakovs |

| Arbitro: | Brych |

|                |           |            |
| Sneijder 90+2’ | Marcatori | 37’ Yılmaz |

### Sesta giornata
| Arbitro: | Oliver |

|  |           |           |
|  | Marcatori | 83’ Turan |

| Arbitro: | Collum |

|                               |           |            |
| Gunnarsson 60’ Sigþórsson 76’ | Marcatori | 55’ Dočkal |

| Arbitro: | Moen |

|  |           |                            |
|  | Marcatori | 67’ Wijnaldum 71’ Narsingh |

### Settima giornata
| Arbitro: | Strömbergsson |

|                |           |                |
| Škoda 74’, 86’ | Marcatori | 21’ Logvïnenko |

| Arbitro: | Mažić |

|  |           |                       |
|  | Marcatori | 51’ (rig.) Sigurðsson |

| Arbitro: | Johannesson |

|          |           |              |
| İnan 77’ | Marcatori | 90+1’ Šabala |

### Ottava giornata
| Arbitro: | Aytekin |

|             |           |                          |
| Zjuzins 73’ | Marcatori | 13’ Limberský 25’ Darida |

| Arbitro: | Mateu Lahoz |

|                                 |           |  |
| Özyakup 8’ Turan 26’ Yılmaz 86’ | Marcatori |  |

| Reykjavík 6 settembre 2015, ore 20:45 UTC+0 | Islanda    | 0 – 0 referto | Kazakistan | Laugardalsvöllur\| Arbitro: \| Aranovskiy \| |
| Arbitro:                                    | Aranovskiy |               |            |                                              |

### Nona giornata
| Arbitro: | Es'kov |

|                                 |           |                      |
| Sigþórsson 5’ G. Sigurðsson 27’ | Marcatori | 49’ Cauņa 68’ Šabala |

| Arbitro: | Turpin |

|            |           |                            |
| Kuat 90+6’ | Marcatori | 33’ Wijnaldum 50’ Sneijder |

| Arbitro: | Atkinson |

|  |           |                                |
|  | Marcatori | 62’ (rig.) İnan 80’ Çalhanoğlu |

### Decima giornata
| Arbitro: | McLean |

|  |           |          |
|  | Marcatori | 65’ Kuat |

| Arbitro: | Skomina |

|                              |           |                                               |
| Huntelaar 70’ van Persie 83’ | Marcatori | 24’ Kadeřábek 35’ Šural 66’ (aut.) van Persie |

| Arbitro: | Rocchi |

|          |           |  |
| İnan 89’ | Marcatori |  |

## Classifica marcatori
6 gol
- Gylfi Sigurðsson

4 gol
- Klaas-Jan Huntelaar
- Bořek Dočkal
- Burak Yılmaz

3 gol
- Kolbeinn Sigþórsson
- Yurïý Logvïnenko
- Valērijs Šabala
- Robin van Persie
- Selçuk İnan

2 gol
- Birkir Bjarnason
- Aron Gunnarsson
- Islambek Kuat
- Arjen Robben
- Wesley Sneijder
- Georginio Wijnaldum
- Pavel Kadeřábek
- Václav Pilař
- Milan Škoda
- Arda Turan

1 gol
- Jón Daði Böðvarsson
- Rúrik Gíslason
- Eiður Guðjohnsen
- Ragnar Sigurðsson
- Renat Abdwlïn
- Samat Smaqov
- Aleksandrs Cauņa
- Aleksejs Višņakovs
- Artūrs Zjuzins
- Ibrahim Afellay
- Jeffrey Bruma
- Luciano Narsingh
- Stefan de Vrij
- Vladimír Darida
- Ladislav Krejčí
- David Lafata
- David Limberský
- Tomáš Necid
- Tomáš Sivok
- Josef Šural
- Serdar Aziz
- Umut Bulut
- Hakan Çalhanoğlu
- Bilal Kısa
- Oğuzhan Özyakup

1 autogol
- Jón Daði Böðvarsson (pro  Rep. Ceca)
- Robin van Persie (pro  Rep. Ceca)